# Saint-Michel-sur-Savasse
Saint-Michel-sur-Savasse è un comune francese di 537 abitanti situato nel dipartimento della Drôme della regione dell'Alvernia-Rodano-Alpi.

## Società

### Evoluzione demografica
Abitanti censiti